# 加拉廷蓋特韋 (蒙大拿州)
加拉廷蓋特韋（英語：Gallatin Gateway）是位於美國蒙大拿州加拉廷縣的普查規定居民點。

## 歷史
加拉廷蓋特韋的郵局自1927年營運至今。

## 人口
根據2020年美國人口普查的數據，加拉廷蓋特韋的面積為15.40平方千米，當中陸地面積為15.15平方千米，而水域面積為0.25平方千米。當地共有人口967人，而人口密度為每平方千米62.79人。